# Fălești (distrikt)
Făleşti är ett distrikt i Moldavien. Det ligger i den nordvästra delen av landet, 100 km nordväst om huvudstaden Chişinău. Antalet invånare är 87 838. Arean är 1 073 kvadratkilometer. Huvudort är Fălești.  I distriktet finns kullen Dealul Măgura. 